# Francesco Veenstra
Francesco Veenstra (Leeuwarden, 1973) is een Nederlandse architect. Sinds 2017 is hij partner bij Vakwerk Architecten. Sedert 1 juli 2019 is hij voorzitter van de Branchevereniging Nederlandse Architectenbureaus (BNA). Op 1 september 2021 is hij Rijksbouwmeester en voorzitter van het College van Rijksadviseurs geworden.

## Biografie
Veenstra is opgeleid aan de Rotterdamse Academie van Bouwkunst. Hij werkte tweeëntwintig jaar bij Mecanoo, waar hij van 2007 tot 2017 mede-eigenaar was. In 2017 was hij een van de oprichters van Vakwerk Architecten in Delft waarvan hij sedertdien  partner is. Voorts is hij sinds 1 juli 2019 voorzitter van de Branchevereniging Nederlandse Architectenbureaus (BNA). Op 6 november 2020 heeft de ministerraad ingestemd met de voordracht van Veenstra tot benoeming bij Koninklijk Besluit als Rijksbouwmeester en voorzitter van het College van Rijksadviseurs per 1 september 2021.